# Europese kampioenschappen synchroonzwemmen 2024
Het synchroonzwemmen tijdens de Europese kampioenschappen zwemsporten 2024 vond plaats van 10 tot en met 14 juni 2024 in het Sportcentrum Milan Gale Muškatirović in Belgrado, Servië. Winnaar in het medailleklassement werd Spanje met vier maal goud, gevolgd door Nederland met twee maal goud en twee maal brons.

## Medailles

### Mannen
| Onderdeel          | Goud                               | Goud     | Zilver                             | Zilver   | Brons                          | Brons    |
| Solo               | Solo                               | Solo     | Solo                               | Solo     | Solo                           | Solo     |
| ------------------ | ---------------------------------- | -------- | ---------------------------------- | -------- | ------------------------------ | -------- |
| Technische routine | Dennis González Spanje             | 225,8466 | Ranjuo Tomblin Verenigd Koninkrijk | 204,4466 | Giorgio Minisini Italië        | 185,9800 |
| Vrije routine      | Ranjuo Tomblin Verenigd Koninkrijk | 191,0293 | Giorgio Minisini Italië            | 183,5313 | Quentin Rakotomalala Frankrijk | 174,4708 |

### Vrouwen
| Onderdeel            | Goud | Goud     | Zilver | Zilver   | Brons | Brons    |
| Solo                 | Solo | Solo     | Solo | Solo     | Solo | Solo     |
| -------------------- | --- | -------- | --- | -------- | --- | -------- |
| Technische routine   | Vasiliki Alexandri Oostenrijk | 260,5967 | Klara Bleyer Duitsland | 242,9617 | Marloes Steenbeek Nederland | 240,4816 |
| Vrije routine        | Vasiliki Alexandri Oostenrijk | 257,4959 | Klara Bleyer Duitsland | 253,4772 | Marloes Steenbeek Nederland | 238,1667 |
| Duet                 | |          | |          | |          |
| Technische routine   | Bregje de Brouwer Noortje de Brouwer Nederland | 260,6567 | Kate Shortman Isabelle Thorpe Verenigd Koninkrijk | 256,7184 | Shelly Bobritsky Ariel Nassee Israël | 243,6250 |
| Vrije routine        | Bregje de Brouwer Noortje de Brouwer Nederland | 264,6584 | Kate Shortman Isabelle Thorpe Verenigd Koninkrijk | 261,0313 | Shelly Bobritsky Ariel Nassee Israël | 245,6105 |
| Team                 | |          | |          | |          |
| Technische routine   | Spanje Cristina Arámbula Meritxell Ferré Marina García Lilou Lluís Meritxell Mas Alisa Ozhogina Iris Tió Blanca Toledano                                     | 278,4684 | Griekenland Maria Alzigkouzi Kominea Thaleia Dampali Athina Kamarinopoulou Zoi Karangelou Maria Karapanagiotou Ifigeneia Krommydaki Sofia Rigakou Vasiliki Thanou   | 257,8918 | Italië Beatrice Andina Valentina Bisi Beatrice Esegio Alessia Macchi Giorgia Lucia Macino Marta Murru Carmen Rocchino Sophie Tabbiani   | 256,8584 |
| Vrije routine        | Griekenland Maria Alzigkouzi Kominea Thaleia Dampali Athina Kamarinopoulou Zoi Karangelou Maria Karapanagiotou Artemi Koutraki Sofia Rigakou Vasiliki Thanou | 270,1980 | Italië Beatrice Andina Valentina Bisi Beatrice Esegio Alessia Macchi Giorgia Lucia Macino Marta Murru Carmen Rocchino Sophie Tabbiani                               | 254,7354 | Verenigd Koninkrijk Eleanor Blinkhorn Florence Blinkhorn Lily Halasi Holly Hughes Sophie Rowney Robyn Swatman Amelie Williams Eve Young | 219,0228 |
| Acrobatische routine | Duitsland Klara Bleyer Amelie Blumenthal Haz Maria Denisov Solène Guisard Daria Martens Susana Rovner Frithjof Seidel Daria Tonn                             | 192,7166 | Griekenland Maria Alzigkouzi Kominea Thaleia Dampali Athina Kamarinopoulou Zoi Karangelou Maria Karapanagiotou Artemi Koutraki Ifigeneia Krommydaki Vasiliki Thanou | 191,8100 | Italië Beatrice Andina Valentina Bisi Beatrice Esegio Alessia Macchi Giorgia Lucia Macino Marta Murru Carmen Rocchino Sophie Tabbiani   | 159,2966 |

### Gemengd
| Onderdeel          | Goud                               | Goud         | Zilver                                 | Zilver       | Brons                                             | Brons        |
| Gemengd duet       | Gemengd duet                       | Gemengd duet | Gemengd duet                           | Gemengd duet | Gemengd duet                                      | Gemengd duet |
| ------------------ | ---------------------------------- | ------------ | -------------------------------------- | ------------ | ------------------------------------------------- | ------------ |
| Technische routine | Emma García Dennis González Spanje | 218,7658     | Flaminia Vernice Filippo Pelati Italië | 217,1633     | Beatrice Crass Ranjuo Tomblin Verenigd Koninkrijk | 202,9817     |
| Vrije routine      | Emma García Dennis González Spanje | 189,7938     | Flaminia Vernice Filippo Pelati Italië | 188,6250     | Beatrice Crass Ranjuo Tomblin Verenigd Koninkrijk | 175,1563     |

## Medaillespiegel
| Plaats | Land                | Goud | Zilver | Brons | Totaal |
| 1      | Spanje              | 4    | 0      | 0     | 4      |
| 2      | Nederland           | 2    | 0      | 2     | 4      |
| 3      | Oostenrijk          | 2    | 0      | 0     | 2      |
| 4      | Verenigd Koninkrijk | 1    | 3      | 3     | 7      |
| 5      | Duitsland           | 1    | 2      | 0     | 3      |
| 5      | Griekenland         | 1    | 2      | 0     | 3      |
| 7      | Italië              | 0    | 4      | 3     | 7      |
| 8      | Israël              | 0    | 0      | 2     | 2      |
| 9      | Frankrijk           | 0    | 0      | 1     | 1      |
| Totaal | Totaal              | 11   | 11     | 11    | 33     |

Langebaanzwemmen · 
Openwaterzwemmen · 
Schoonspringen · 
Synchroonzwemmen
Onderdeel van de Europese kampioenschappen zwemsporten:

Wenen 1974 · 
Jönköping 1977 · 
Split 1981 · 
Rome 1983 · 
Sofia 1985 · 
Straatsburg 1987 · 
Bonn 1989 · 
Athene 1991 · 
Sheffield 1993 · 
Wenen 1995 · 
Sevilla 1997 · 
Istanboel 1999 · 
Helsinki 2000 · 
Berlijn 2002 · 
Madrid 2004 · 
Boedapest 2006 · 
Eindhoven 2008 · 
Boedapest 2010 · 
Eindhoven 2012 · 
Berlijn 2014 · 
Londen 2016 · 
Glasgow 2018 · 
Boedapest 2020 · 
Rome 2022 · 
Belgrado 2024 · 
Funchal 2025